# Complessità specificata
La complessità specificata (specified complexity) è un controverso argomento proposto da William Dembski, e da lui utilizzato nei suoi lavori a sostegno del Disegno intelligente.
Secondo Dembski, il concetto è inteso a formalizzare una proprietà in grado di discernere forme e sequenze che siano contemporaneamente specificati e complessi. Dembski afferma che la complessità specificata è un indizio affidabile della presenza di un agente intelligente, un concetto centrale del Disegno intelligente, di cui Dembski è un sostenitore e che si oppone al moderno Neodarwinismo. Il concetto di complessità specificata è largamente considerato infondato dal punto di vista matematico e non è stato la base di alcun altro sviluppo nei campi della teoria dell'informazione, della teoria della complessità o della biologia. La complessita specificata è uno dei due principali argomenti utilizzati dai sostenitori del disegno intelligente, l'altra essendo la complessità irriducibile.
Nella terminologia di Dembski, una sequenza specificata (specified pattern) è una sequenza che ammette una descrizione breve, mentre una sequenza complessa è una che ha scarsa probabilità di comparire casualmente. Dembski afferma che è impossibile che la complessità specificata esista in sequenze risultanti da processi non guidati; da ciò Dembski deduce che il ritrovamento di sequenze a complessità specificata nelle entità vive sia un segno di un qualche genere di guida nella loro formazione, a sua volta indicativa di intelligenza. Dembski afferma inoltre che è possibile dimostrare rigorosamente l'incapacità degli algoritmi evoluzionistici di selezionare o generare configurazioni a complessità altamente specificata, utilizzando i "no free lunch theorems".
Nella letteratura sul Disegno intelligente, un progettista intelligente è colui che sceglie tra diverse possibilità e ha, con mezzi e metodi soprannaturali, fatto emergere la vita. La complessità specificata è, per usare una definizione di Dembski, un "filtro esplicativo" in grado di riconoscere l'esistenza di un progetto trovando informazione specificata complessa (complex specified information, CSI). Il filtro è basato sull'ipotesi che le categorie di regolarità, caso ed esistenza di un progetto sono, secondo Dembski, mutuamente esclusive ed collettivamente esaustive. L'informazione specificata complessa riconosce il progetto in quanto riconosce ciò che caratterizza l'intervento dell'intelligenza: l'attualizzazione di una tra molte possibilità concorrenti.
Uno studio di Wesley Elsberry e Jeffrey Shallit afferma che «il lavoro di Dembski è pieno di incoerenze, equivoci, uso errato della matematica, scarsa erudizione e travisamento dei risultati altrui». Un'altra obiezione riguarda il calcolo delle probabilità effettuato da Dembski: secondo Martin Nowak, professore di matematica e biologia evoluzionistica ad Harvard, «non possiamo calcolare la probabilità di comparsa di un occhio. Non abbiamo l'informazione per fare il calcolo». I critici rigettano l'uso della complessita specificata per dedurre l'esistenza di un progetto come un argumentum ad ignorantiam.

## Concetto

### Definizione originale di Orgel
Il termine "complessità specificata" fu coniato originariamente dallo studioso dell'abiogenesi Leslie Orgel per caratterizzare ciò che distingue il vivente dal non-vivente:
(Leslie Orgel, The Origins of Life, 1973, p. 189.)
Il termine fu poi usato dal fisico Paul Davies in maniera simile:
(Paul Davies, The Fifth Miracle, 1999, p. 112.)

### Definizione di Dembski
L'origine della definizione di Dembski risale alla sua monografia del 1998, The Design Inference. Per Dembski, la complessità specificata è una proprietà che può essere osservata nei viventi. Ma, mentre Orgel usava il termine per quello che, nella teoria dell'evoluzione, si suppone sia stato creato attraverso l'evoluzione, Dembski lo usa per ciò che, secondo la sua teoria, non può essere stato creato attraverso l'evoluzione non controllata — e conclude che permette di dedurre il disegno intelligente. Mentre Orgel utilizzava il concetto in maniera qualitativa, l'uso di Dembski è quantitativo. La complessità specificata gioca un ruolo fondamentale nel suo approccio al disegno intelligente, e ciascuno dei suoi libri successivi a quello del 1998 trattano ampiamente il concetto. Dembski ha affermata che, secondo lui, «se esiste un modo per riconoscere il progetto, questo è la complessità specificata».
Dembski afferma che la complessità specificata è presente in una configurazione quando questa può essere descritta da una sequenza che mostra una grande quantità di informazione specificata indipendentemente e che sia anche complessa, qualità che egli dice essere a bassa probabilità di presentarsi. Dembski fornisce il seguente esempio: «Una singola lettera dell'alfabeto è specificata senza essere complessa. Una lunga sequenza di lettere scelte a caso è complessa senza essere specificata. Un sonetto scespiriano è sia complesso che specificato».
Nei suoi primi scritti, Dembski definì l'informazione specificata complessa (complex specified information, CSI) presente in eventi specifici la cui probabilità non superasse 1 su 10150, da lui chiamato il limite universale di probabilità. In questo contesto, "specificato" sta a significare quello che in lavori successivi ha chiamato "pre-specificato", vale a dire specificato prima che qualunque informazione sul risultato sia noto. Il valore del limite universale di probabilità corrisponde all'inverso del limite superiore del «numero totale di eventi specificati [possibili] in tutta la storia cosmica», come calcolato da Dembski. Tutto ciò che sta al di sotto di quel limite ha CSI. I termini "complessità specificata" e "informazione specificata complessa" sono usati in maniera intercambiabile. In articoli più recenti, Dembski ha ridefinito il limite universale di probabilità, riferendosi ad un altro numero, corrispondente al numero totale di operazioni binarie che potrebbero essere state effettuate in tutta la storia dell'universo.
Dembski afferma che la CSI esiste in numerose caratteristiche delle forme di vita, come il DNA e altre molecole biologiche funzionali, e ritiene che non possa essere generata esclusivamente da meccanismi delle leggi fisiche e del caso, o dalla loro combinazione. Afferma che ciò avviene in quanto le leggi fisiche possono solo muovere o ridurre l'informazione, ma non produrla, e il caso può produrre solo informazione non-specificata complessa o informazione complessa non specificata, ma non CSI; Dembski fornisce inoltre un'analisi matematica che, secondo lui, dimostra che leggi fisiche e caos non possono generare CSI. Inoltre afferma che la CSI è olistica, con il tutto maggiore della somma delle parti e che questo elimina definitivamente l'evoluzione darwiniana come possibile mezzo della creazione. Dembski sostiene che per eliminazione la CSI è spiegabile meglio come derivata da una intelligenza, e quindi è un indicatore affidabile dell'esistenza di un progetto.

## Legge di conservazione dell'informazione
William Dembski formula e propone una legge di conservazione dell'informazione:
I corollari immediati della legge proposta sono:
1. la complessità specificata in un sistema chiuso di cause naturali resta costante o decresce;
2. la complessità specificata non può essere generata spontaneamente, originarsi endogenamente o organizzarsi da sola (nel senso i cui questi termini sono usati nello studio dell'abiogenesi);
3. la complessità specificata in un sistema chiuso di cause naturali o è stata nel sistema eternamente o fu aggiunta ad un certo punto esogenamente (implicando che il sistema, sebbene sia chiuso ora, non lo sia stato sempre);
4. in particolare, qualunque sistema chiuso di cause naturali che sia anche di durata finita ha ricevuto tutta la complessità specificata che contiene prima che divenisse un sistema chiuso.»

(William Dembski, Intelligent Design as a Theory of Information, 1998.)
Dembski nota che il termine "Legge di conservazione dell'informazione" è stato precedentemente usato da Peter Medawar nel suo libro The Limits of Science (1984) «per descrivere l'affermazione debole che le leggi deterministiche non possono produrre nuova informazione». L'effettiva utilità e validità della legge proposta da Dembski sono incerte; non è né utilizzata ampiamente dalla comunità scientifica, né citata nella letteratura scientifica principale. Un saggio del 2002 di Erik Tellgren ha fornito una confutazione matematica della legge di Dembski; l'autore conclude che la legge è «matematicamente non comprovata».

## Specificità
In un recente articolo, Dembski fornisce una descrizione che, secondo lui, è più semplice e aderisce maggiormente alla teoria del test di verifica d'ipotesi formulata da Ronald Fisher. In termini generali, Dembski propone di considerare l'operazione di deduzione dell'esistenza di un progetto come un test statistico per rigettare l'ipotesi probabilistica P nello spazio degli eventi Ω.
Il test proposto da Dembski si basa sulla complessità di Kolmogorov di una sequenza T che sia esibita da un evento E verificato. Matematicamente, E è un sottoinsieme di Ω, la sequenza T individua un insieme di risultati in Ω ed E è un sottoinsieme di T. Citando Dembski
La complessità di Kolmogorov fornisce una misura delle risorse computazionali necessarie a individuare una forma (come una sequenza del DNA o una sequenza di caratteri alfabetici). Considerata una sequenza T, il numero di altre sequenze che hanno una complessità di Kolmogorov minore o uguale di quella di T è indicata come φ(T); questo numero fornisce un ordinamento di forma dalla più semplice alla più complessa. Per esempio, per la sequenza T che descriva il flagello di un batterio, Dembski afferma di ottenere il limite superiore φ(T) ≤ 1020.
Dembski definisce "complessità specificata" della sequenza T sotto l'ipotesi probabilistica P come
{\displaystyle \sigma =-\log _{2}[R\times \varphi (T)\times \operatorname {P} (T)],}
dove P(T) è la probabilità di osservare la sequenza T, R il numero di "risorse di replicazione" disponibili ad "agenti osservatori". R corrisponde grossolanamente a tentativi ripetuti di creare e riconoscere una sequenza. Dembski asserisce poi che R può essere limitata da 10120; questo numero sarebbe giustificato da un risultato di Seth Lloyd, in cui determina che il numero di operazioni logiche elementari che possono essere state effettuate nell'universo durante tutta la sua storia non può superare 10120 operazioni su 1090 bit.
La principale rivendicazione di Dembski è che il test seguente può essere utilizzato per dedurre l'esistenza di un progetto in una configurazione: esiste una sequenza obiettivo T che si applica alla configurazione e la cui complessità specificata supera 1. Questa condizione può essere formulata nella disequazione
{\displaystyle 10^{120}\times \varphi (T)\times \operatorname {P} (T)<{\frac {1}{2}}.}

### Spiegazione di Dembski della complessità specificata
L'espressione σ di Dembski non è quindi correlata a qualunque concetto noto della teoria dell'informazione, sebbene egli affermi di poterne motivare l'importanza nel seguente modo: un agente intelligente S assiste ad un evento E e lo assegna ad una qualche classe di riferimento di eventi Ω e, all'interno di questa classe lo considera come soddisfacente la specifica T. Si consideri ora la quantità φ(T) × P(T):

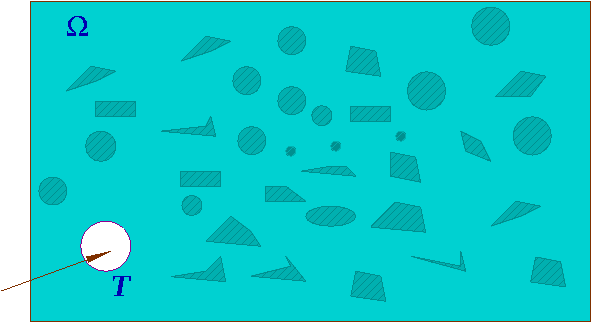
Obiettivi possibili con ordine di complessità e probabilità non superiore a quella dell'obiettivo T. La probabilità dell'unione insiemistica non supera φ(T) × P(T)

Secondo Dembaski, il numero di queste "risorse di replicazione" può essere limitato dal «massimo numero di operazioni su bit che l'universo noto e osservabile potrebbe aver effettuato in tutta la sua storia lunga diversi miliardi di anni», che è impostato a 10120 in accordo con Lloyd.
Comunque, secondo Elsberry e Shallit, «la [complessità specificata] non è stata definita formalmente in una qualunque rispettabile rivista matematica a revisione paritaria, né (per quanto ne sappiamo) utilizzata da un qualunque ricercatore della teoria dell'informazione».

### Calcolo della complessità specificata
L'unico tentativo di Dembski di calcolare la complessità specificata di una struttura biologica naturale è presente nel suo libro No Free Lunch, ed è effettuato per il flagello dell'Escherichia coli. Questa struttura può essere descritta dalla caratteristica "propulsore a motore rotatorio bidirezionale". Dembski stima l'esistenza di al più 1020 caratteristiche composte da quattro o meno concetti basilari, dunque il suo test per l'esistenza del progetto sarà verificato se
{\displaystyle \operatorname {P} (T)<{\frac {1}{2}}\times 10^{-140}.}
Ad ogni modo Dembski dice che il calcolo preciso della probabilità rilevante deve essere ancora fatto, sebbene affermi pure che alcuni metodi per calcolare queste probabilità sono già esistenti.
L'assunzione base di questi metodi è che tutte le costituenti del flagello siano state generate completamente a caso, uno scenario che i biologi non prendono in considerazione seriamente. Dembski giustifica questo approccio richiamandosi al concetto di "complessità irriducibile" (irreducible complexity, IC) di Michael Behe, che gli permette di assumere che il flagello non possa essere il risultato di un processo graduale o a passi. La validità del particolare calcolo di Dembski dipende dunque fondamentalmente sul concetto di complessità irriducibile di Behe, diventando dunque suscettibile alle molte critiche di cui l'IC è oggetto.